# Chevrier
Chevrier ist eine französische Gemeinde im Département Haute-Savoie in der Region Auvergne-Rhône-Alpes.

## Geographie
Chevrier liegt auf 480 m, etwa 21 Kilometer westsüdwestlich der Stadt Genf (Luftlinie). Das Dorf erstreckt sich an einem leicht nach Nordosten geneigten Hang am Fuß der Montagne de Vuache, am südwestlichen Rand des Genfer Beckens, südlich der Rhone im Genevois, in der Nähe der Grenze zur Schweiz.
Die Fläche des 5,35 km² großen Gemeindegebiets umfasst einen Abschnitt des Genevois. Die nördliche Grenze verläuft entlang der Rhône, die vor dem oberen Eingang in den Défilé de l’Écluse zu einem langgezogenen Flachsee aufgestaut ist und danach in einer tiefen Klus die Jurakette durchbricht. Von der Rhone erstreckt sich das Gemeindeareal südwärts auf das Plateau von Chevrier und auf den dicht bewaldeten, schmalen Kamm der Montagne de Vuache, auf der mit 947 m die höchste Erhebung von Chevrier erreicht wird.
Nachbargemeinden von Chevrier sind Vulbens im Osten, Clarafond-Arcine im Westen sowie Léaz und Collonges im Norden.

## Geschichte
Der Ortsname geht auf den gallorömischen Personennamen Caprius zurück. Am Défilé de l’Écluse wurden im 13. Jahrhundert Befestigungsanlagen errichtet, die später unter Vauban und Napoleon massiv ausgebaut wurden. Bis 1780 hieß die Gemeinde offiziell Chevrier-en-Vuache.

## Sehenswürdigkeiten
Die Dorfkirche von Chevrier stammt aus dem 15. Jahrhundert und besitzt ein schönes gotisches Portal. Auf der Montagne de Vuache befindet sich die Kapelle Sainte-Victoire-en-Vuache.

## Bevölkerung
| Jahr                       | 1962 | 1968 | 1975 | 1982 | 1990 | 1999 |
| Einwohner                  | 194  | 182  | 182  | 203  | 221  | 306  |
| Quellen: Cassini und INSEE |      |      |      |      |      |      |

Mit 717 Einwohnern (Stand 1. Januar 2022) gehört Chevrier zu den kleinen Gemeinden des Département Haute-Savoie. Seit Beginn der 1980er Jahre wurde eine deutliche Bevölkerungszunahme verzeichnet.

## Wirtschaft und Infrastruktur
Chevrier war bis weit ins 20. Jahrhundert hinein ein vorwiegend durch die Landwirtschaft geprägtes Dorf. Heute gibt es verschiedene Betriebe des lokalen Kleingewerbes. Viele Erwerbstätige sind auch Wegpendler, die in den größeren Ortschaften der Umgebung, vor allem aber im Raum Genf-Annemasse, ihrer Arbeit nachgehen.
Die Ortschaft ist verkehrsmäßig gut erschlossen. Sie liegt an einer Verbindungsstraße von Vulbens nach Génissiat und ist auch von der Hauptstraße N206, die von Annemasse via Saint-Julien-en-Genevois nach Bellegarde-sur-Valserine führt, leicht erreichbar. Chevrier besaß einen Bahnhof an der Eisenbahnlinie Annemasse–Bellegarde.